# Macrodactylus argentinus
Macrodactylus argentinus är en skalbaggsart som beskrevs av Moser 1918. Macrodactylus argentinus ingår i släktet Macrodactylus och familjen Melolonthidae. Inga underarter finns listade i Catalogue of Life.